# Expedição de John Franklin

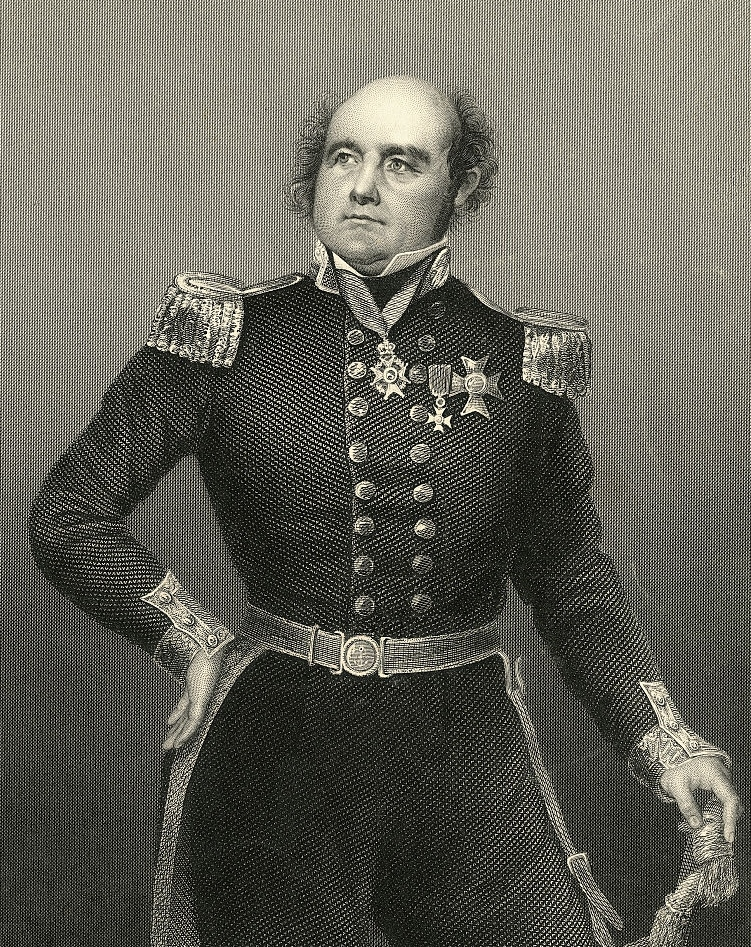
Sir John Franklin.

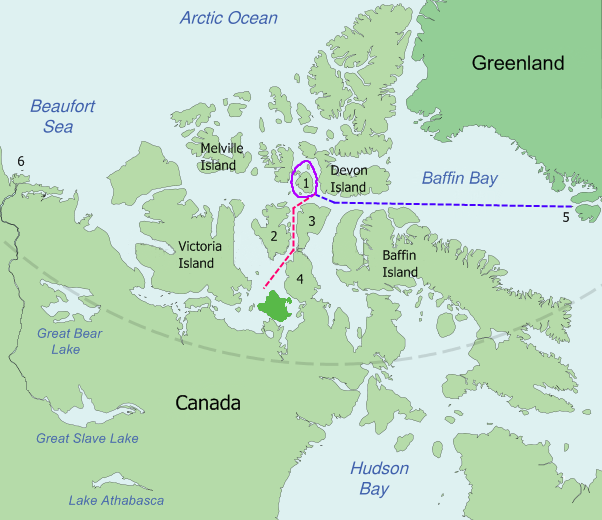
Mapa da rota provável do HMS Erebus e do HMS Terror durante a expedição de Franklin.
----
Legend
Baía de Disko (5) para Ilha Beechey (ao largo do canto sudoeste da Ilha Devon, a leste de 1), em 1845.
À volta da Ilha Cornwallis (1), em 1845.
Da Ilha Beechey pelo Estreito de Peel entre a Ilha do Príncipe de Gales (2), para oeste, e Ilha Somerset (3) e Península de Boothia (4) para leste, para um ponto desconhecido ao largo do canto da Ilha do Rei Guilherme, em 1846.
----
A Baía Disko (5) fica a cerca de 3200 km da entrada do Rio Mackenzie (6).

A Expedição de John Franklin foi uma viagem de exploração do Ártico, malsucedida, liderada pelo Capitão Sir John Franklin, em 1845. Oficial da Marinha Real do Reino Unido e explorador experiente, Franklin tinha já efetuado três viagens ao Ártico, sendo as duas últimas como comandante. Esta quarta e última, efetuada quando ele tinha 59 anos de idade, tinha o objetivo de atravessar a única seção da Passagem do Noroeste ainda desconhecida. Depois de vários incidentes, os dois navios da expedição ficaram presos no gelo no Estreito de Vitória, perto da Ilha do Rei Guilherme, no Canadá. Todos os membros da expedição, 128 homens, morreram.

## Buscas
O Almirantado Britânico, pressionado pela esposa de Franklin, Jane Griffin, e por outros, deu início às buscas pela expedição desaparecida, em 1848. Levadas em parte pela fama de Franklin, e pela recompensa oferecida pelo Almirantado, vários grupos juntaram-se à procura, a qual, em 1850, chegou a ter onze navios britânicos e dois norte-americanos. Vários destes navios dirigiram-se para a costa leste da Ilha Beechey, onde os primeiros sinais da expedição foram encontrados, incluindo as sepulturas de três membros da tripulação. Em 1854, o explorador John Rae, enquanto pesquisava perto da zona ártica do Canadá, a sudeste da Ilha do Rei Guilherme, encontrou mais objetos da expedição e obteve informações do grupo de Franklin pelos inuítes. Uma busca liderada por Francis Leopold McClintock, em 1859, descobriu um informação deixada na ilha do Rei Guilherme com detalhes sobre o destino da expedição. As buscas prolongar-se-iam durante o século XIX.
Em 1981, uma equipe de cientistas coordenadas por Owen Beattie, um professor de antropologia na Universidade de Alberta, deu início a vários estudos científicos das sepulturas, corpos e outras pistas físicas deixadas pelos membros da tripulação de Franklin nas ilhas Beechey e Rei Guilherme. Beattie concluiu que os membros da tripulação cujas sepulturas foram encontradas teria  morrido de pneumonia e, talvez, tuberculose, e que o chumbo das latas de comida, mal soldadas, poderia ter envenenado a comida. Contudo, mais tarde foi sugerido que a fonte do chumbo não seria das latas, mas sim do sistema de destilação de água dos navios. Os cortes nos ossos humanos encontrados na Ilha do Rei Guilherme, foram vistos como indícios de canibalismo. A relação entre todos os indícios encontrados sugere que a causa provável da morte dos membros da expedição foi uma combinação de hipotermia, fome, envenenamento com chumbo e várias doenças incluindo o escorbuto, e uma exposição a um ambiente hostil sem a roupa e a alimentação adequadas. Os membros da expedição teriam morrido em 1845, data da última vez que foram vistos pelos europeus.
A imprensa da época retratou Franklin como um herói, apesar do insucesso da expedição e os relatos de canibalismo. Foram escritas canções sobre ele e erigidas estátuas dele na sua terra natal e em Londres; na Tasmânia, Franklin é visto como o descobridor da Passagem do Noroeste. A expedição desaparecida de Franklin tem sido tema de vários trabalhos artísticos, como músicas, contos e romances, bem como de documentários de televisão.
Em 2014, um dos navios foi descoberto perto da Ilha do Rei Guilherme, no Canadá.

### Adicional
- Beardsley, Martin (2002). Deadly Winter: The Life of Sir John Franklin.  Londres: Chatham Publishing.  ISBN 1-86176-187-2.
- Brandt, Anthony (2010). "The Man Who Ate His Boots: The Tragic History of the Search for the Northwest Passage". ISBN 978-0-307-26392-6.
- Coleman, E.C. (2006). History of the Royal Navy and Polar Exploration: From Franklin to Scott: Vol. 2. Tempus Publishing. ISBN 978-0-7524-4207-5.
- McClintock, Francis Leopold, (1860). The Voyage of the Fox in the Arctic Seas: A Narrative of the Discovery of the Fate of Sir John Franklin and His Companions. Boston: Ticknor and Fields.
- Lambert, Andrew, (2010). Franklin: Tragic Hero of Polar Exploration. Londres: Faber and Faber Ltd. ISBN 978-0-571-23161-4.
- Mirsky, Jeannette (1970). To the Arctic!: The Story of Northern Exploration from Earliest Times, ISBN 0-226-53179-1.
- Murphy, David (2004). The Arctic Fox: Francis Leopold McClintock. Toronto: Dundurn Press, ISBN 1-55002-523-6.
- Poulsom, Neville W., and Myers, J.A.L. (2000). British Polar Exploration and Research; a Historical and Medallic Record with Biographies 1818–1999. (Londres: Savannah). ISBN 978-1-902366-05-0.